# Afşin
Afşin – miasto w Turcji w prowincji Kahramanmaraş.
Według danych na rok 2000 miasto zamieszkiwało 35 834 osób.